# Cáceres (Spagna)
Cáceres (in estremegno Caçris) è una città di 96068 abitanti della Spagna centro-occidentale, capoluogo dell'omonima provincia, in Estremadura, all'altitudine media di 430 metri, fra la Sierra de la Mosca e la Serrilla. Per estensione è il comune più grande della Spagna. 
È il centro di architettura civile e religiosa più importante per lo stile rinascimentale spagnolo, che ha anche elementi del Rinascimento italiano, ma è un misto di gotico fiorito e di plateresco. La città vecchia (o Ciudad Monumental) conserva ancora le sue mura; questa parte della città è anche famosa per la sua moltitudine di nidi di cicogne. Il suo centro storico nel 1986 è stato dichiarato patrimonio dell'umanità dall'UNESCO con la motivazione che, "cinto da mura, è ricco di palazzi in pietra che formano un tessuto urbano perfettamente conservato".
Caceres è sede dell'Università dell'Estremadura ed è sede vescovile insieme a Coria.

## Storia
Insediamenti nei pressi di Cáceres esistevano già in tempi preistorici nel periodo paleolitico superiore. Prove di ciò si possono trovare nelle pitture rupestri delle grotte di Maltravieso ed El Conejar. La città venne fondata nel 104 a.C. dal console romano Lucio Cornelio Balbo, che assegnò le terre ai veterani (operazione detta centuriazione abituale dei Romani per fondare le colonie). A questa colonia fu dato il nome di Norbensis Caesarina.
Per Norbensis passava la grande strada, costruita durante i regni di Traiano e Adriano, che univa le attuali Gijon e Siviglia detta oggi la Ruta de la Plata dal nome datale dagli Arabi che se ne servirono, di balat, cioè strada lastricata, come erano le strade romane con lastre di pietra opportunamente sistemate. Dell'epoca romana si ha in città una testimonianza architettonica di fianco alle mura con una porta detta Arco del Cristo o anche Puerta del Rio; anche le mura della città hanno basamento romano.
La città fu poi conquistata dagli Arabo-berberi e nel XII secolo si ripetono più volte le lotte fra Mori e Cristiani. Nel 1169 le truppe cristiane di Ferdinando II di León conquistarono la città e nel 1170 fu fondato l'ordine cavalleresco dei Frati de Cáceres con la missione di difendere la fortezza della città. Nel 1173 gli Almohadi guidati da Abu Ya'qub Yusuf I conquistarono di nuovo Cáceres e ricostruirono le mura innalzate dai Romani. Di questo periodo restano la Torre de Bujaco, la Torre de la Yerba e la Torre del Horno.
Nel 1229 il re Alfonso IX la tolse agli Arabi e la incorporò definitivamente nel Regno di León.

## Monumenti e luoghi d'interesse
- Concatedral de Santa Maria la Mayor ricostruita a tre navate gotiche nel secolo XVI.
- Iglesia de San Mateo del secolo XVI costruita sui resti di un'antica moschea.
- Iglesia de San Francisco Javier barocca costruita nel 1755.
- Iglesia de Santo Domingo tardogotica del secolo XVI.
- Convento de la Compaňia di Jesus barocco del 1755 poco utilizzato perché i Gesuiti vennero espulsi nel 1767.
- Convento de San Pablo gotico del 1476.
- Santuario de Nuestra Señora de la Montaña barocco del 1668.
- Iglesia de San Juan del XIII secolo completamente modifica nel XVIII.
- Iglesia de Santiago gotico-rinascimentale del 1536.
- Ayuntamiento sede municipale del 1867-69.
- Torri arabe del Horno, de la Hierba, de Bujaco e mura del XII secolo già citate.
- Palacio de la Isla del XVI secolo.
- Palacio de Godoy-Adana costruito nel 1548 da Francisco de Godoy Adana grazie alle ricchezze conseguite in America al seguito di Francisco Pizarro. Oggi è utilizzato dal Servicio Teritorial della Giunta dell'Estremadura,
- Hospital de Pietad del XVII secolo.
- Arco de Santa Ana del XVIII secolo.
- Palacio de Ovando gotico rinascimentale dei secoli XV-XVI.
- Palacio de Carvajal del XV-XVI secolo.a
- Palacio Episcopal nella parte antica è del XIII, nella parte più moderna del XVII secolo.
- Palacio Toledo-Moctezuma rinascimentale; il suo nome deriva da coniugi Mariana de Carvajal y Toledo e Juan Toledo Moctezuma, pronipote de re Montezuma II che la costruirono nel XVI secolo. Attualmente è la sede dell'Archivio storico provinciale di Caceres.
- Palacio de Mayoralgo del 1364.
- Torre de Carvajal gotica del XV-XVI secolo.
- Arco de Estrella una specie di tempietto neoclassico del 1733 porta di accesso al barrio monumental, la città murata.
- Casa de los Solis del secolo XVII.
- Casa de la Galarza con torre plateresca del XVI secolo.
- Palacio de los Veletas del XVI secolo che conserva parti dell'antico Alcazar arabo del XII secolo tra cui una grande cisterna (aljibe) con archi a ferro di cavallo. Ospita il Museo di Càceres.
- Casa de los Caballos del XVI secolo collegata col Museo è dedicata all'arte contemporanea.
- Casa Sol casa fortezza del XVI secolo.
- Casa de los Saude gotica del XIV secolo.
- Casa de los Golfines de Arriba del secolo XV.
- Torre de los Plata del secolo XV.
- Casa Mudéjar del XIV secolo.
- Judería Vieja è il quartiere ebraico.
- Palacio de los Golfines casa fortezza gotica del XVII secolo.

## Patrimonio

### Il centro storico

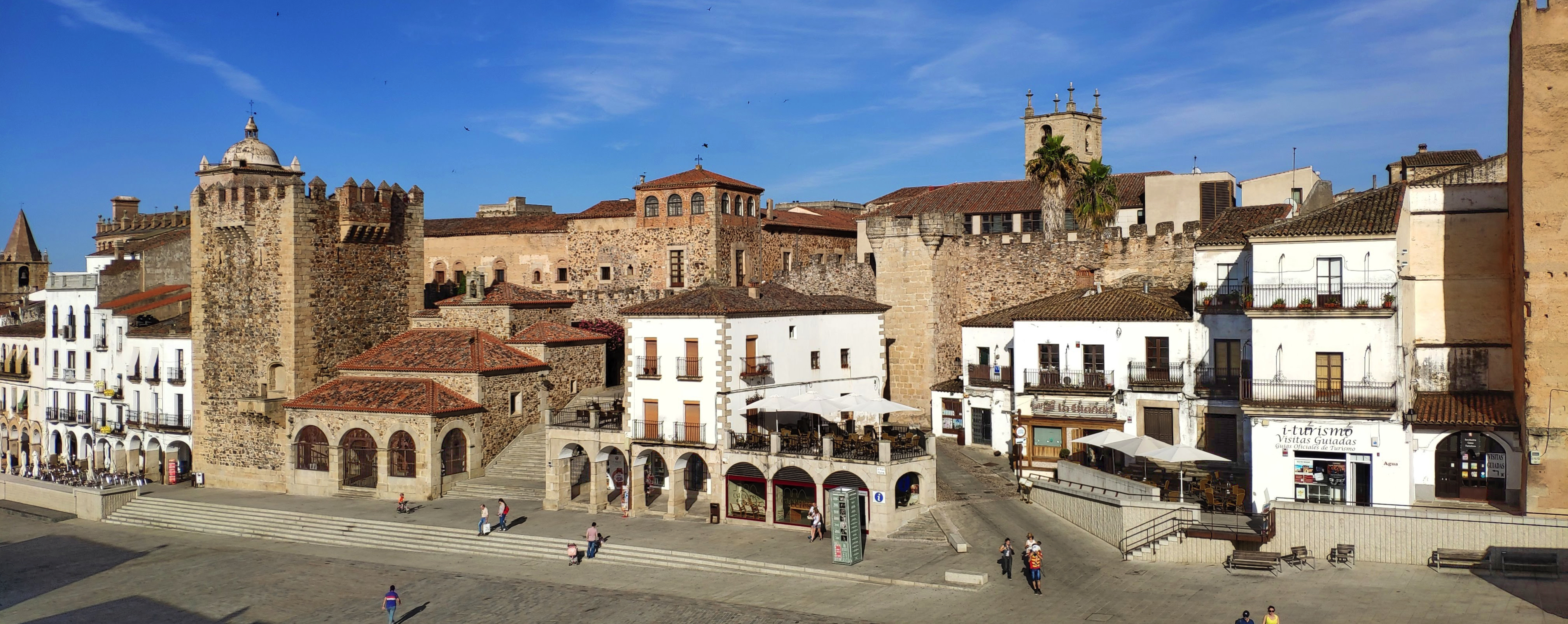
Panorama del centro storico dalla Plaza Mayor. Si possono osservare la torre della Concatedral de Santa María, Torre Bujaco, oltre a parte della muraglia che circonda il recinto.

La «Ciudad Monumental de Cáceres» (città monumentale) è stata dichiarata dal Consiglio Europeo come il Terzo Complesso Monumentale d'Europa nel 1968 (dopo Praga e Tallinn) e patrimonio dell'umanità secondo l'UNESCO nel 1986. Cáceres vanta inoltre altri riconoscimenti: il Pomme d´Or al "Mérito turístico", concesso dalla Federazione Internazionale dei Giornalisti e Scrittori di Turismo nel 1996; Les Etoiles d´Or du Jumelage, assegnato dalla Commissione Europea nel 1999; il premio Archival concesso dalla Associazione per il Recupero dei Centri Storici nel 2004 e il premio Ciudadanos 2008. La “Ciudad Monumental”, delimitata dalle muraglie concentra la maggior parte degli edifici storici del Centro Storico della città e si può differenziare in differenti zone che condizionarono l'evoluzione della vita cittadina all'interno delle mura.

### Organizzazione del centro storico
Il centro storico di Cáceres è delimitato da due grandi parti di muraglia: all'interno delle mura e fuori dalle mura. Il recinto all'interno delle mura è quello che è conosciuto come "Ciudad Monumental" (città monumentale) o "Parte Antigua" (parte antica) ed è il più conosciuto, mentre la parte della città al di fuori delle mura è meno conosciuta. Tutto il centro storico, dal medioevo in poi, è stato diviso in quattro parrocchie, proprio secondo questa divisione si è configurata la struttura della città, Le quattro parrocchie sono: Santa María, San Mateo, Santiago e San Juan, Le prime due sono all'interno delle mura cittadine e le seconde due sono all'esterno delle mura stesse.